# Beloken tijd
Met de beloken tijd wordt in de Zuidelijke Nederlanden de tijd bedoeld van ongeveer 1796 tot 1801. Het was de tijd van de Franse Revolutie waarin van katholieke geestelijken werd geëist dat ze de eed van trouw aan de Republiek aflegden en de monarchie afzwoeren (de zogenaamde 'eed van haat'). Veel geestelijken verzetten zich tegen deze antikatholieke maatregel. Een aantal geestelijken sympathiseerden ook met het ancien régime. Zij die de eed weigerden, werden steeds strenger vervolgd en moesten zelfs onderduiken. Het was ook de tijd van de Boerenkrijg (1798). 
Er kwam een einde aan de beloken tijd met het Concordaat van 15 juli 1801 tussen de Kerk en de napoleontische staat, waarin de verhouding tussen Kerk en Staat werd geregeld en de vrijheid tot het houden van erediensten werd hersteld en gegarandeerd.